# The Victim (mini-série)
Pour les articles homonymes, voir The Victim.
Production
Diffusion
The Victim est une mini-série télévisée britannique de quatre épisodes de 57 minutes produite par Jenny Frain et réalisée par Niall McCormick, sur un scénario de Rob Williams. Diffusée pour la première fois sur la BBC One entre le 8 et le 11 avril 2019, l'histoire se déroule principalement en Écosse et narre l'histoire d'Anna Dean, une infirmière ayant vu sa vie basculer quand son fils de neuf ans est sauvagement assassiné par un adolescent de quatorze ans en 2003 : ce dernier se retrouve sur le banc des accusées lorsqu'Anna est soupçonnée d'avoir posté sur Internet la supposée nouvelle identité du meurtrier de son enfant, Craig Myers, devenu mari et père de famille, causant ainsi l'agression de ce dernier. La série se concentre sur les conséquences de l'agression de Myers au sein des proches et de la famille d'Anna Dean, ainsi que ceux de Craig Myers.
La série met en vedette Kelly Macdonald dans le rôle d'Anna Dean, tandis que James Harkness tient le rôle de Craig Myers. John Hannah incarne quant à lui le rôle de l'inspecteur Grover, un policier chargé de l'enquête sur l'agression de Myers. Parmi les rôles notables, Karla Crome interprète l'épouse de Myers, Pookie Quesnel, le rôle de la détective privée Mo Buckley. Lors de sa diffusion au Royaume-Uni, The Victim a rencontré un bon accueil critique et public et la performance de Macdonald est largement saluée, ce qui lui a valu le seul prix obtenu par la mini-série, le BAFTA Scotland de la meilleure actrice de télévision en 2019.
Dans les pays francophones, la mini-série est diffusée en Suisse sur RTS Un entre le 6 et le 14 octobre 2019, puis en France sur France 2 entre le 7 et le 14 octobre 2019.

## Synopsis
En 2003, Liam Graham, un garçonnet de neuf ans, est sauvagement assassiné par Eddie Turner, à peine plus âgé que lui. Quatorze ans plus tard, la mère de la victime, Anna Dean, infirmière, est poursuivie en justice pour tentative de meurtre après avoir été accusée d'avoir publié en ligne la nouvelle identité et l'adresse de l'homme qui, selon elle, a assassiné son fils, Craig Myers. Myers, mari et père, est violemment battu et doit rétablir sa réputation. La série s'articule autour du procès de l'affaire, ainsi que de ses conséquences pour la famille de Myers et de la recherche par Dean de démasquer la véritable identité du meurtrier de son fils.

### Résumé détaillé des épisodes

#### Épisode 1
Quatorze ans après le meurtre brutal de son fils de 9 ans, Liam Graham, l'infirmière écossaise Anna Dean continue de ressentir de la haine envers l'assassin, Eddie J. Turner, qui avait 14 ans au moment du crime. Depuis, elle a divorcé du père du garçon, Christian, avec lequel elle a eu déjà une fille, Louise, devenue étudiante en droit. Anna s'est remarié avec Lenny, avec lequel elle a eu un autre fils, Ben. Le soir d'Halloween 2017, Craig Myers, un chauffeur de bus de 28 ans, est sauvagement agressé à son domicile à Inverclyde après qu'un message en ligne anonyme l'identifie comme étant Turner. Le message comprenait sa photo, son adresse et un message: « Ne laissez pas le mal vivre ». Anna est scandalisée que Turner n'ait jamais eu à expliquer ses crimes et ait passé seulement sept ans en détention pour mineurs avant d'être relâché avec une nouvelle identité. Elle est accusée d'avoir publié le commentaire et inculpée pour tentative de meurtre et incitation à la violence contre Myers, mais relâchée sous condition. L'inspecteur Stephen Grover, qui a lui-même été faussement accusé d'un crime, prend en pitié à Craig et se sent responsable de prouver son innocence.

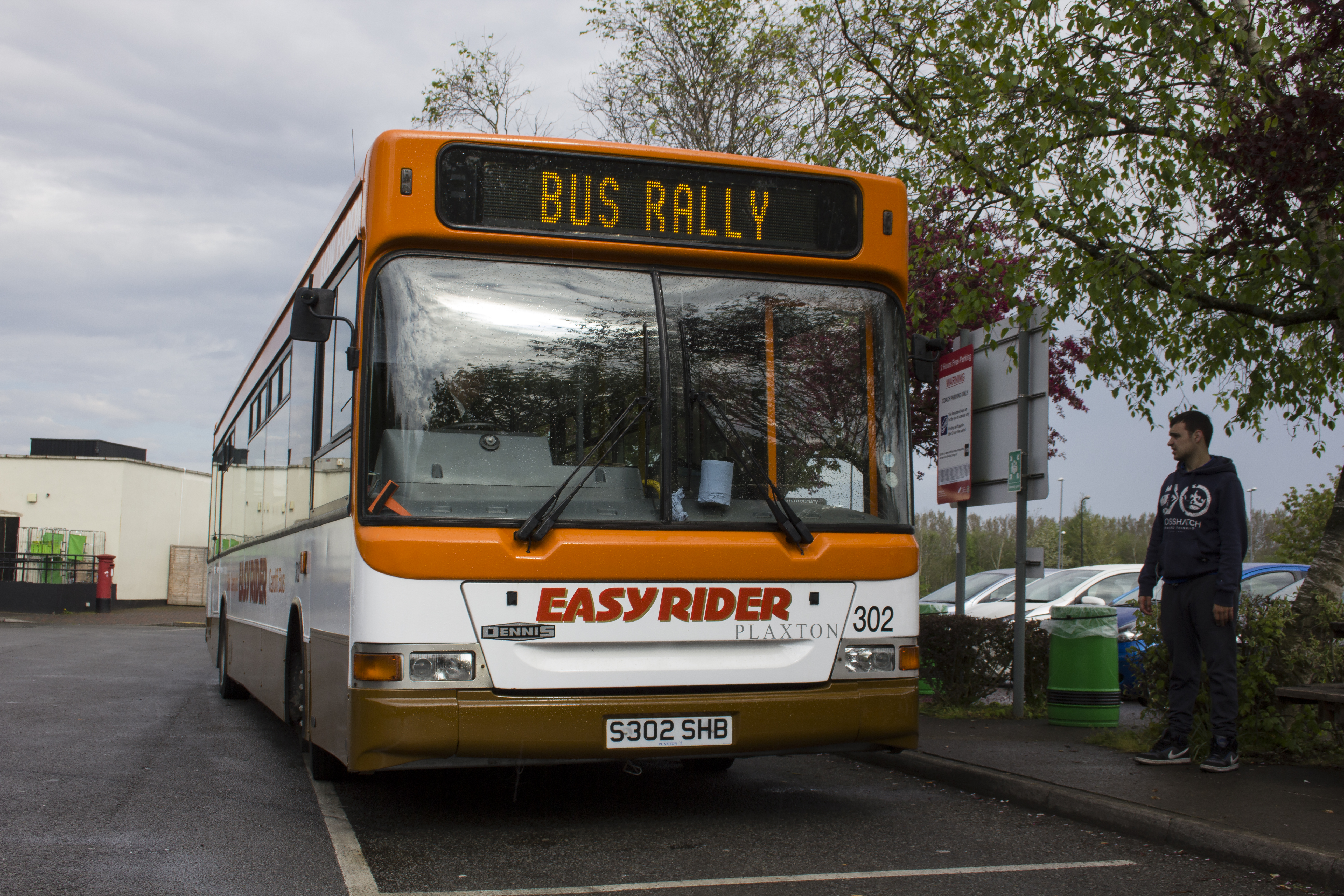
Photo d'un autobus similaire à celui que conduit Craig Myers pour son travail.

#### Épisode 2
Craig se remet de son agression, mais des soupçons persistent quant à son identité, provoquant des tensions avec sa femme, Rebecca. Il nie être Turner, mais hésite à révéler les détails de son passé. Il reçoit du courrier haineux et craint pour la sécurité de sa femme et de sa fille après qu'une brique ait été jeté par la fenêtre. Souffrant du stress post-traumatique consécutif à l'attaque, il perd son emploi. Au tribunal, il ne révèle pas de détails sur son enfance, sauf pour dire qu'il a été négligé et pris en charge. La police dit à Anna que Craig n'est pas Turner, bien qu'ils soient également empêchés de connaître sa nouvelle identité. Elle continue de poursuivre l'affaire avec son enquêteur privé, Mo Buckley, qui a des contacts avec d'anciens gardiens de prison, et cela malgré l'appréhension de sa famille, en particulier de sa fille, Louise. Au cours du procès à Edimbourg, l'avocat d'Anna défie Craig et met en doute sa mémoire de l'agression afin de savoir si l'agresseur s'en était pris à lui pour une autre raison.

#### Épisode 3
Interrogée au tribunal, Anna admet être heureuse que Craig ait été attaqué en raison de sa conviction qu'il est Turner. Après que l'ours en peluche de leur fille a été brûlé et cloué sur une clôture, Rebecca décide de déménager avec leur fille. Sans en prévenir ses supérieurs, Grover continue d'enquêter sur l'agression et se met à soupçonner William, un jeune toxicomane tourmenté pris en charge par Anna lors de ses visites à la clinique, comme l'auteur de l'attaque contre Craig et l'interroge sans autorisation. Après que le jury s'est retiré pour commencer à délibérer de son verdict, Anna est dévastée lorsqu'elle découvre que la pierre tombale de Liam vient d'être dégradée, avec les initiales de Turner peintes à la bombe de peinture jaune. De retour chez elle, Anna est stupéfaite à nouveau lorsqu'elle voit la même peinture jaune sur les chaussures de son autre fils, Ben, ce qui la met en colère. Danny, le petit ami de Louise qui était un ami de Liam, agit bizarrement lorsqu'il est présenté à Gerry Tythe, le policier chargé de l'enquête sur le meurtre de Liam.
Gerry avertit Louise que non seulement Danny a purgé une peine de prison, mais que c'est lui qui a découvert le corps de Liam et ne l'a signalé au bout de plusieurs heures. Danny envoie un message à Ben sur son portable et lui donne rendez-vous au garage de la maison des Dean, pour lui dire qu'il doit partir. Anna se rend au domicile de son ex-mari, Christian, récemment libéré de prison et devenu alcoolique. Elle lui dit qu'elle veut la mort de Turner, bien qu'elle ait affirmé le contraire au tribunal, et que le jeune homme se rend fréquemment dans un certain café pour retrouver son assistante sociale. Stationnée devant le café en question, Mo est choquée de voir Tom Carpenter, le meilleur ami de Craig, discuter avec la travailleuse sociale.

#### Épisode 4

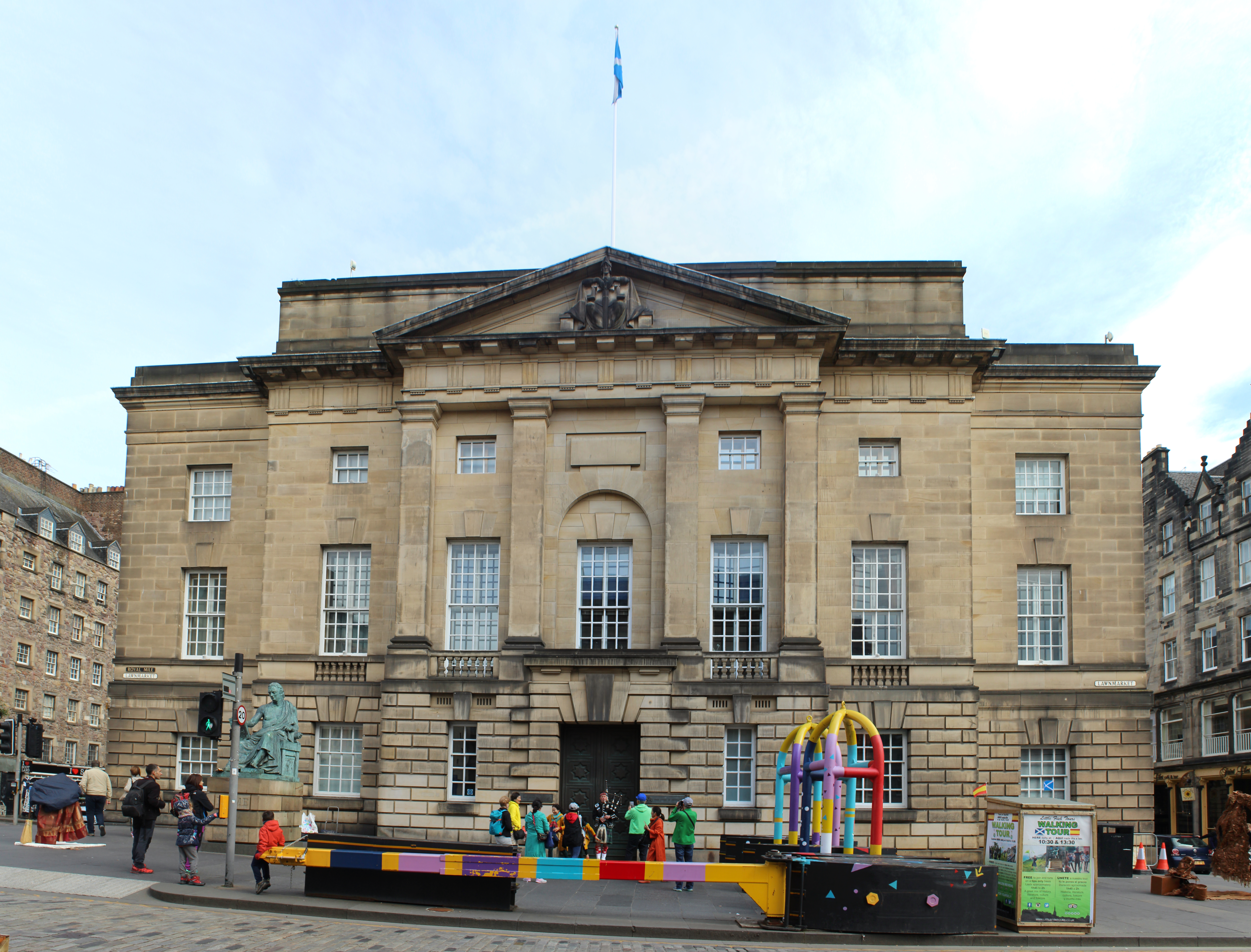
Photo de la haute cour de justice d'Edimbourg, ville où se situe l'action de la mini-série.

Mo informe Anna que Craig n'est pas Turner et que pour elle, elles ont ruiné la vie d'un innocent. Au tribunal, le jury déclare Anna coupable, mais sur une moindre accusation de voies de fait mettant en danger la vie d'autrui. Elle reste en liberté sous caution jusqu'à la condamnation. Louise confronte Danny à la suite de la découverte de son passé et lui dit de rester loin de sa famille, après que ce dernier a emmené Ben pour nettoyer la tombe de Liam. À la suite de l'admission à l'hôpital de William après une tentative de suicide, Grover est suspendu de ses fonctions pour avoir enquêté sur le jeune homme de lui-même et pour avoir désobéi aux ordres de sa hiérarchie. William avoue à Anna, venue lui rendre visite, qu'il a attaqué Craig, bien qu'elle ne lui a pas demandé de mener l'attaque. Anna accepte une entrevue avec Craig, qui pourrait être considéré pour la justice comme un élément favorable pour que l'infirmière obtienne une sanction moindre. Elle part à sa rencontre de Craig pour s'excuser, sous les yeux de la médiatrice chargée de prendre note. En pleurs, Anna implore son pardon, mais Craig révèle qu'il est bel et bien Eddie Turner. Alors qu'Anna est sous le choc, Christian lui envoie un message disant que Turner est au café. Alors qu'elle tente de le joindre paniquée, elle est capable de l'arrêter à temps avant qu'il ne poignarde Tom en appelant sur le téléphone du café. Eddie admet à Rebecca sa véritable identité et que Tom était son compagnon de cellule, la révélation met fin à leur relation. Anna découvre qu'Eddie a laissé son numéro de téléphone dans son sac et décide de l'appeler, cherchant des réponses sur ce qui est arrivé à Liam, contre l'avis de son mari.
Grover va rencontrer Craig pour connaître le résultat de la réunion et réagit furieusement quand ce dernier lui avoue être Turner. Anna part à la rencontre du jeune homme sous le pont où il a tué Liam. Il avoue qu'il était assis à l'endroit ou il s'est auto-mutilé lorsque Liam est passé. Liam, qui pouvait voir Eddie saigner, lui a dit que sa mère est infirmière et pouvait l'aider. Eddie a demandé à Liam de le laisser seul mais quand il ne l'a pas fait, il l'a poignardé à mort dans un accès de rage. Il s'excuse auprès d'Anna, lui disant qu'il continue de vivre avec une culpabilité écrasante à la suite de ses actions. Au courant de la rencontre, Christian apparaît et a l'intention de tuer Eddie avec un couteau, avec Anna se retrouvant face à la décision de laisser Eddie mourir. Anna décide toutefois de se tenir entre Christian et Eddie et parvient à empêcher son ex-mari de s'en prendre à Eddie, lui rappelant que leur fils Liam « voulait être grand ».

## Distribution
- Kelly Macdonald (VF : Julie Turin) : Anna Dean
- James Harkness (VF : Benjamin Pascal) : Craig Myers
- John Hannah (VF : Georges Caudron) : L'inspecteur-détective Stephen Grover
- Karla Crome (VF : Olivia Dalric) : Rebecca Myers
- John Scougall (VF : Alexandre Gillet) : Tom Carpenter
- Isis Hainsworth (VF : Camille Timmerman) : Louise Graham
- Andrew Rothney (VF : Julien Allouf) : Danny Callaghan
- Pooky Quesnel (VF : Josiane Pinson) : Mo Buckley
- Jamie Sives (VF : Sylvain Agaësse) : Lenny Dean
- Chloe Pirrie (VF : Julie Dumas) : Ella Mackie
- Joanne Thompson : le sergent-détective Lisa Harvey
- Ramon Tikaram (VF : Paul Borne) : Solomon Mishra
- Cal MacAninch (VF : Loic Houdré) : Christian Graham
- Nicholas Nunn (VF : Grégory Quidel) : William Napier
- Tom Mannion (VF : Bertand Dingé) : Gerry Tythe
- Georgie Glen (VF : Cathy Cerda) : la juge
- Zahar Burlakov : Ben Dean

 Source et légende : version française (VF) sur RS Doublage et selon le carton de doublage lors de sa diffusion télévisée.

## Fiche technique

### Caractéristiques et équipe technique
- Titre : The Victim
- Réalisation : Niall McCormick (en)
- Scénario : Rob Williams
- Photographie : Jan Jonaeus
- Direction artistique : Laura Donnelly et Tanya Miller
- Musique originale : Samuel Sim
- Montage : Paul Knight et Mike Phillips
- Distribution des rôles : Jill Trevellick
- Décors : Monica Black
- Costumes : Alison Mitchell
- Maquillage : Genesis Lowe, Hannah Scott et Nikki Cowe
- Production : Jenny Frain
  - Production déléguée : Sarah Brown, Rob Williams et Gaynor Holmes
  - Production exécutive : Mark Murdoch
  - Directeur de production : Matthew Brown
  - Supervision de la post-production : Sam Lucas
- Sociétés de production : STV Productions
- Diffuseur : BBC One (Royaume-Uni), RTS Un (Suisse), France 2 (France)
- Format : couleur
- Genre : Drame, thriller
- Pays d'origine :  Royaume-Uni
- Langue originale : anglais
- Durée moyenne d'un épisode : 57 minutes
- Classification :
  - Royaume-Uni : déconseillé aux moins de 15 ans
  - France : déconseillé aux moins de 10 ans
  - Suisse : accord parental recommandé
- Version française[4] :
  - Société de doublage : Nice Fellow
  - Direction artistique : Virginie Ledieu
  - Adaptation : Tim Stevens
  - Enregistrement et mixage : Studio O'Bahamas

### Diffusion internationale
- Dates de première diffusion :
  -  Royaume-Uni[5] : du 8 au 11 avril 2019 sur BBC One
  -  Suisse : du 6 au 14 octobre 2019 sur RTS Un
  -  France[5] : du 7 au 14 octobre 2019 sur France 2
  -  Finlande[6] : du 2 au 23 novembre 2019 sur Yleisradio

## Production

### Développement et tournage

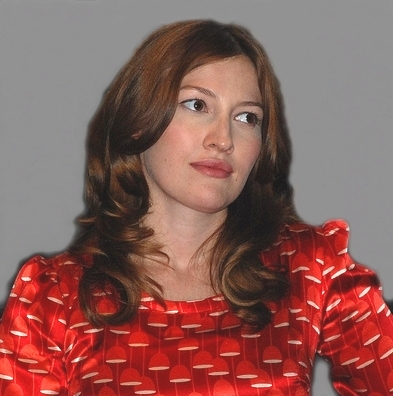
La prestation de Kelly Macdonald dans le rôle d'Anna Dean a été largement saluée par la critique.

Scénariste ayant travaillé sur la série Le Maître du Haut Château, Rob Williams s'est servi de son expérience de ses cours en prison pour écrire le scénario de The Victim. Pour Williams, cela lui ait apparu clairement « qu'il y a toujours une histoire derrière chaque crime », que « nous cherchons du noir et blanc, notamment parce que la loi réclame un bon et un méchant, un vilain et un héros », mais qu'il lui « semble que la vie n’est pas ainsi » car « lorsque l’on approfondit les raisons, c’est toujours beaucoup plus nuancé et fascinant que ce que l’on peut voir en surface ». Dans le but de créer un récit authentiquement exact, Williams a effectué des recherches sur divers cas et crimes réels. En observant les débats, en regardant de nombreux documentaires et en lisant des publications d'actualité. Le script a été commandé par la BBC en août 2017 et qu'elle sera produite par STV Productions. La Screen Scotland Funding a apporté un partenariat à la production de 250 000 £. Bien que Williams a dit qu'il s'agit d'une œuvre de fiction et qu'il ne s'agit pas d'un seul cas, il est vu que The Victim a des similarités avec l'affaire James Bulger, garçonnet de deux ans assassiné par deux autres enfants de dix ans. Selon Sarah Brown, productrice exécutive, « [Ceci est] un drame qui polarise vraiment le public et plonge dans les zones grises autour de la justice et du droit, la différence entre la justice morale et la justice juridique, et cette chose trouble que les tribunaux ne font pas vraiment gérer - que les personnes impliquées doivent gérer au jour le jour. Ensuite, en tant que télévision, nous voulions créer quelque chose de convaincant pour le public et le pousser à réfléchir aux problèmes et à plonger dans ces zones éthiquement grises. Nous ne voulions pas de virages sinueux génériques, nous voulions poser de grandes questions difficiles sur le sujet de l'émission ».

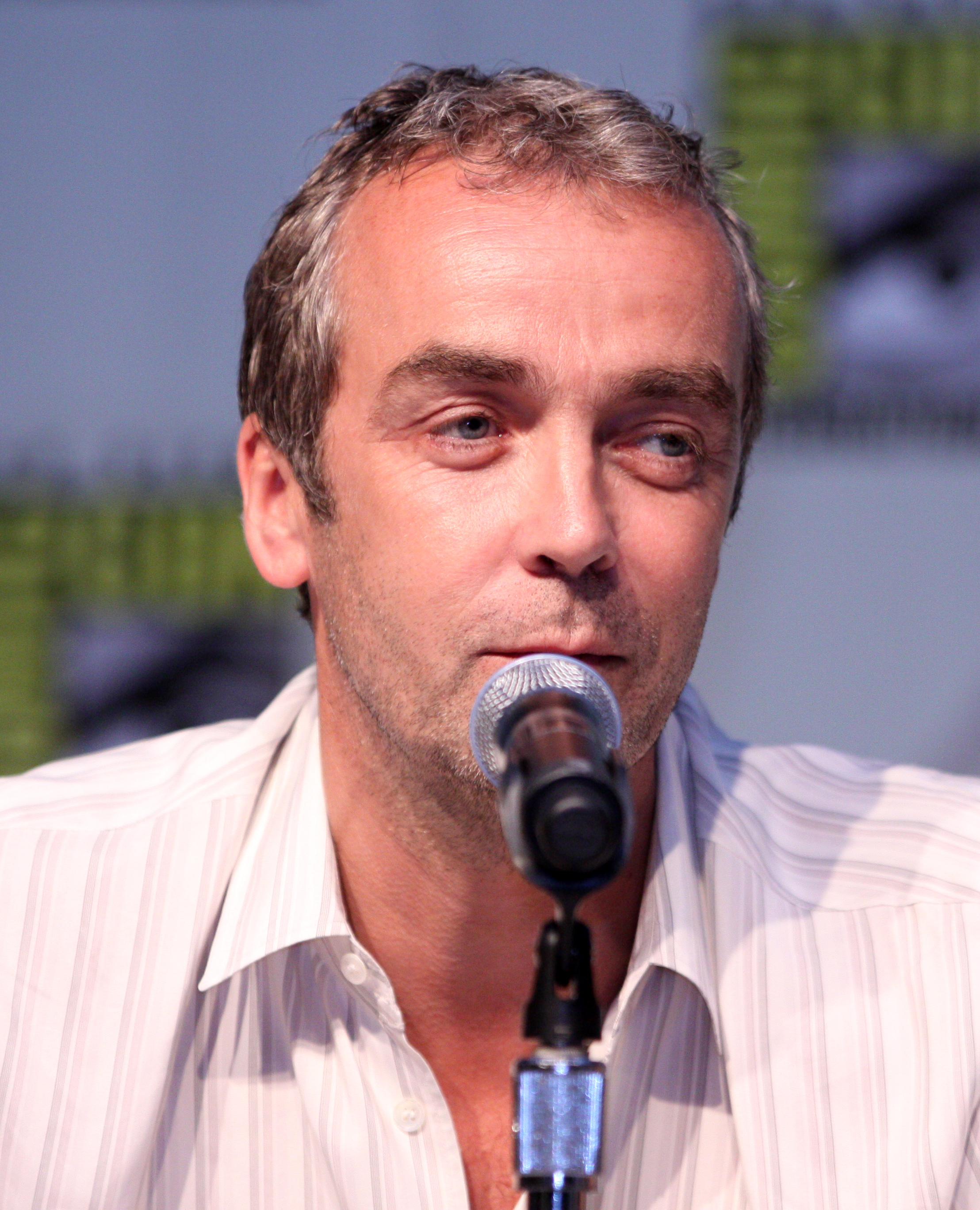
John Hannah, interprète de l'inspecteur Grover.

Le rôle d'Anna Dean est confié à l'actrice Kelly Macdonald. Concernant son personnage, Macdonald dit qu'« Anna a une famille, elle est mère, mais elle est en deuil et elle ne se comporte pas toujours de manière rréprochable. C’est très humain selon moi »,. L'actrice a également été « frappée par l’intensité dramatique » du scénario. L'autre personnage central de l'histoire, Craig Myers, est interprété par le jeune acteur James Harkness. Pour Harkness, « Craig est un père de famille, c'est un travailleur acharné et un chauffeur de bus. Il a grandi dans un milieu un peu rude, mais maintenant il est juste un père de famille très déterminé qui aime son travail ». Selon lui, que « bien sûr, il s’agit d’une histoire de procédure judiciaire, mais c’est complètement différent de ce que l’on a pu voir jusqu’ici », mais que « c'est définitivement une série que vous pouvez regarder deux ou trois fois et que vous verrez à chaque fois de manière différente ». John Hannah tient le rôle de l'inspecteur Grover, tandis que Karla Crome prête ses traits à l'épouse de Myers.
La série a été tournée en Écosse à Édimbourg, Glasgow, Port Glasgow et Larg. Les scènes juridiques - dans lesquelles Anna Dean se retrouve devant le tribunal pour avoir mis en ligne l'adresse de Craig Mays - sont filmées à Édimbourg, et en particulier à la Haute Cour de la ville. Concernant le tournage, Macdonald dit que l'« Écosse a l'air magnifique, ce dont je suis très fière. Notre directeur de la photographie était suédois et il a cette impression de Scandi. L'Ecosse est assez scandinave de toute façon - nous sommes tous liés, tous des Vikings ». Hannah a également ajouté que « c'est formidable d'être de retour en tournage en Écosse ».

## Diffusion et accueil

### Réception critique
La mini-série a rencontré un bon accueil critique lors de sa première diffusion, obtenant un taux d'approbation de 91% sur le site Rotten Tomatoes, pour onze critiques collectées et une note de 7⁄10. Dans son consensus, le site note que « Bien que le sujet lourd de The Victim menace parfois de submerger, il reste un drame fascinant et pertinent, en grande partie grâce à son trio d'acteurs également assorti ». Certains critiques ont vu des similitudes avec des cas réels impliquant des meurtres d'enfants tels que le meurtre du jeune James Bulger, survenu en février 1993.
La prestation de Kelly Macdonald est largement saluée par la critique,,,.

#### Dans les pays anglophones
Dans sa critique, Tim Goodman du Hollywood Reporter note qu'« en seulement quatre épisodes, [Rob Williams] dévoile un thriller économique exceptionnellement tendu, révélant les faits de manière experte et laissant les téléspectateurs croire une seule chose pour renverser leurs hypothèses », ajoutant que « l'action est enveloppée dans un sens intelligent des relations entre maris et femmes, amis, amants et collègues de travail - avec une couche narrative externe impliquant la perception du public via la presse et les médias sociaux ». Pour la performance de Macdonald, il note qu'elle « donne une performance affectueusement complexe en tant qu'Anna, concentrée et ensemble à l'extérieur mais clairement dévorée par le chagrin toutes ces années plus tard » et que son personnage « sape tout ce que le public pense d'abord d'elle », qu'« elle est inébranlable dans sa conviction que le tueur de son fils doit être révélé, honteux et effrayé hors de la ville, et le public se rend compte que sous son visage cool, avec ses cheveux soignés et tirés en arrière et ses robes nettes, elle est une personne potentiellement désarticulée cherche à se venger ». Il ajoute que « c'est un crédit à Macdonald qu'elle garde un cap sur cette émotion, ne dépassant jamais une colère raisonnable ou une férocité verbale, laissant ses expressions faciales opérer une sorte de magie nuancée. Avant la moitié de la série, il est difficile de dire comment elle se sent - précisément le genre d'incertitude que Williams veut, et qui imprègne le drame. [James] Harkness correspond à la performance impressionnante de Macdonald, laissant le public se demander si Craig est une victime innocente ou s'il est le tueur comme Anna le prétend ». Il a également salué les performances de Karla Crome et de Pooky Quesnel.
Parmi les autres critiques positifs, John Doyle du Globe and Mail note que « la série - facilement regardée par frénésie dans une ou deux gorgées remplies de gravité et de tension - a un trio très fort dans les rôles principaux ». Camilla Doyle du Sunday Times note qu'« il y a une performance nuancée de Macdonald, qui parvient en quelque sorte à rester crédible au milieu des rebondissements de l'intrigue ».

#### En France
Dans l'ensemble, la série est bien accueillie par la presse. Dans sa critique sur Télé Z, Anaïs Pala Bilendo note que « The Victim est un thriller judiciaire plus que captivant [...] dotée d’un scénario savamment ficelé par Rob Williams » et qu'« au fil des épisodes, donc très rapidement, la tension monte crescendo », donnant « une envie irrépressible envahit le téléspectateur de savoir si Craig Meyers est bien Eddie J. Turner » et qu'« au-delà de la vérité, la mini-série instaure une zone de flou et invite le public à se questionner sur son jugement ». La critique de Télé Z salue également les performances de Kelly Macdonald, qui « interprète avec brio Anna Dean », mais aussi celles de James Harkness, de John Hannah et de Karla Crome.
Le magazine Télé Star lui donne TT, soit « bon », et estime que ce drame à la touche britannique se suit à la manière d’une affaire judiciaire haletante. Télé Loisirs lui donne trois étoiles pour une série parfaitement maîtrisée, « centré sur une affaire aux multiples ramifications ». Néanmoins, Télé 7 jours n’apprécie pas vraiment The Victim et juge l’interprétation très froide et quasi désincarnée de Kelly Macdonald.

#### Accueil des spectateurs
La mini-série connaît un bon accueil auprès du public, obtenant une moyenne de 7,6/10 sur le site Internet Movie Database, avec plus de 7 000 votes, dont 33,7 % des votes lui ayant attribué un 8/10. Le premier et le second épisode obtiennent respectivement les notes de 7,6/10 et 7,7/10 sur le même site,, tandis que le troisième épisode obtient la note de 7,9/10. Le quatrième et dernier épisode obtient la meilleure note avec 8,4/10.
Sur le site AlloCiné, The Victim est également bien accueilli par les spectateurs, avec une moyenne de 3,6/5, pour 92 notes dont 9 critiques.

### Diffusion et audiences
| Nombre d'épisodes | Diffusion originale    | Diffusion originale    | Diffusion originale | Diffusion originale | Audience moyenne (en millions) | Audience moyenne (en millions) | Audience moyenne (en millions) |
| Nombre d'épisodes | Pays Chaîne            | Jour et heure          | Début de saison     | Fin de saison       | Première                       | Finale                         | Moyenne                        |
| ----------------- | ---------------------- | ---------------------- | ------------------- | ------------------- | ------------------------------ | ------------------------------ | ------------------------------ |
| 4                 | Drapeau du Royaume-Uni | Mardi à Jeudi 21 h     | 8 avril 2019        | 11 avril 2019       | 6,51                           | 5,41                           | 5,67                           |
| 4                 | Drapeau de la France   | Lundi 21 h 5 et 22 h 5 | 7 octobre 2019      | 14 octobre 2019     | 2,24                           | 1,37                           | 1,74                           |

The Victim connaît un certain succès d'audience au Royaume-Uni, où il est diffusé sur la BBC One sur quatre jours du 8 au 11 avril 2019 à 21 h. Le premier épisode a été vu par 6,51 millions de téléspectateurs. Le second et le troisième, quant à lui, ont passionné respectivement 5,70 et 5,09 millions de téléspectateurs. Le quatrième épisode, qui conclut la mini-série, a été vu par 5,41 millions de téléspectateurs. Le programme a également battu des records d'audience consolidés, avec chaque épisode de la série une augmentation moyenne de 82% sur toutes les plateformes au cours des sept jours qui ont suivi la diffusion initiale.
En France, la mini-série est diffusée à raison de deux épisodes par jour sur France 2 le 7 et le 14 octobre 2019. Néanmoins, elle connaît un démarrage timide, avec 1,99 million de téléspectateurs en moyenne pour les deux premiers épisodes (9 % du public). Le premier épisode a été vu par 2,24 millions de téléspectateurs, soit 9,4 % de part de marché, ce qui le hisse en troisième position des audiences de la soirée derrière Le Premier oublié sur TF1 et L'amour est dans le pré sur M6,. Le second épisode a été regardé par 1,76 million de téléspectateurs, soit 8,6 % du public. La semaine suivante, la conclusion de la série confirme son démarrage décevant avec une moyenne de 1,47 million de téléspectateurs (6,8% du public) et une troisième place des meilleures audiences de la soirée. 1,58 million de téléspectateurs ont vu le troisième épisode (6,6% du public), tandis que l'épisode final a été suivie par 7 % du public et 1,37 million de téléspectateurs.

### Distinction

#### Récompense
- 2019 : BAFTA Scotland Awards : Meilleure actrice - télévision pour Kelly Macdonald

#### Nomination
- 2019 : BAFTA Scotland Awards : Meilleur scénario télévisé
- 2020 : BAFTA Awards : Meilleure mini-série

### Revue de presse
- Céline Fontana, « The Victim : quand la justice vire à la vengeance. France 2 propose The Victim, un thriller judiciaire en quatre épisodes de la BBC, qui se déroule en Écosse », TV Magazine, Le Figaro, Paris, 6 octobre 2019, p. 16